# Michael C. Maronna
Michael C. Maronna (Brooklyn, Nueva York, 8 de octubre de 1977) es un actor estadounidense que ha aparecido en series y películas. Es famoso por su papel como Big Pete en la serie de Nickelodeon Las aventuras de Pete y Pete y Jeff McCallister en Home Alone y Home Alone 2: Lost in New York. Participó además esporádicamente en series como Las chicas Gilmore y Law & Order.

## Vida personal
Maronna nació en Brooklyn, Nueva York, hijo de un padre bombero y una madre orientadora vocacional. Es mitad italiano, tres octavos de ascendencia irlandesa y un octavo de ascendencia holandesa. Fue el primer nieto de una gran familia, que incluía a dos hermanos menores, y le gustaba leer y conversar. Asistió a Hunter College High School en Nueva York, antes de asistir al Purchase College de la Universidad Estatal de Nueva York, donde estudió cine documental/no ficción. Se encuentra casado y tiene un hijo.

## Carrera

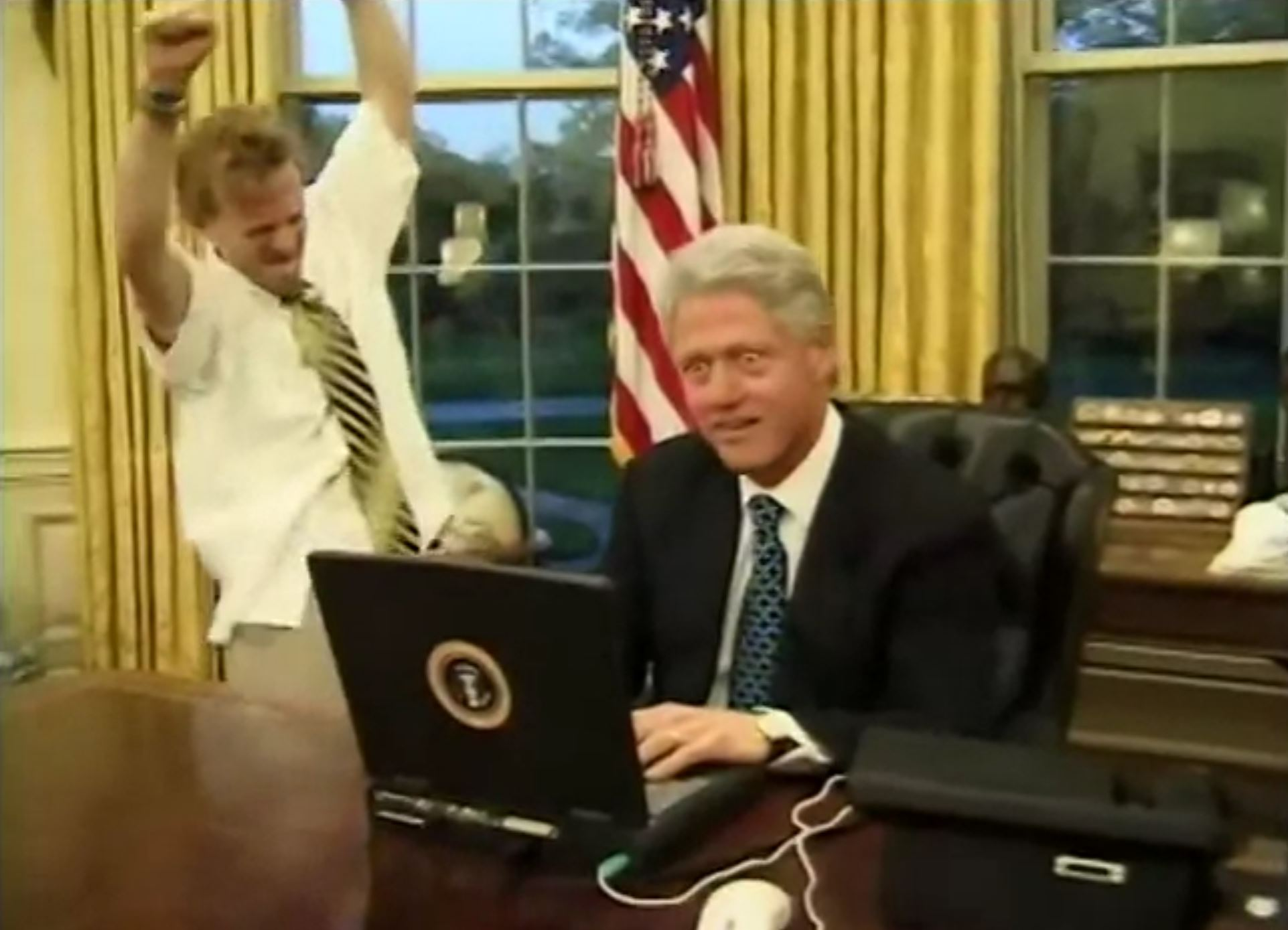
Maronna junto a Bill Clinton en The Final Days (2000).

A una temprana edad, Maronna apareció en su primer comercial, un anuncio para la Scott Paper Company. Interpretó a Pete Wrigley en la serie de televisión Las aventuras de Pete y Pete en Nickelodeon desde 1989 hasta 1996, y al personaje de Jeff McCallister en la película Home Alone (1990) y su secuela, Home Alone 2: Lost in New York (1992). En la primera, este dice la frase «¡Kevin, eres una molestia!» (en inglés: «Kevin, you are such a disease!»), que se convirtió en un momento popular de la película. También interpretó a un asesino adolescente en un episodio de Law & Order. En la década de 2000, apareció en las películas Slackers y 40 Days and 40 Nights.
Maronna fue ampliamente visto en una serie de avisos publicitarios de 1999 para la empresa bróker web Ameritrade, como Stuart, un empleado flojo de un jefe despistado a quien ayuda a entrar en internet con una pasión exagerada. Maronna repitió este papel en un cortometraje de comedia junto a Bill Clinton, que fue mostrado en la última aparición de Clinton como presidente de los Estados Unidos en la cena de la Asociación de Corresponsales de la Casa Blanca en 2000.
Los últimos créditos de actuación de Maronna fueron en 2004, y desde entonces ha trabajado como electricista en cine y televisión en Nueva York. Sus créditos están incluidos en la comedia Sex and the City y en la película Be Kind Rewind. También apareció en los videos musicales Whose Authority  y All My Friends, de las bandas Nada Surf y The XYZ Affair, respectivamente.
Desde 2013, Maronna es copresentador del podcast The Adventures of Danny & Mike junto con su coestelar de Las aventuras de Pete y Pete, Danny Tamberelli.

## Filmografía
| Año       | Trabajo                                                |      |            |
| 1989-1996 | The Adventures of Pete & Pete                          | 1990 | Home Alone |
| 1992      | Home Alone 2: Lost in New York                         |      |            |
| 1997      | Law & Order                                            |      |            |
| 2002      | 40 Days and 40 Nights                                  |      |            |
| 2003      | Gilmore Girls                                          |      |            |
| 2004      | Bad Apple                                              |      |            |
| 2004      | Men Without Jobs                                       |      |            |
| 2013      | The Adventures of Pete & Pete 20th Anniversary Reunion |      |            |
| 2024      | I Saw the TV Glow                                      |      |            |